# James Connolly
 Ovo je glavno značenje pojma James Connolly. Za druga značenja pogledajte James Connolly (razdvojba).
James Connolly (irs. Séamas Ó Conghaile; Edinburgh, 5. lipnja 1868. – Dublin, 12. svibnja 1916.) bio je irski republikanac, socijalist i sindikalni vođa. Rođen u obitelji Iraca u četvrti Cowgate u Edinburghu u Škotskoj, Connolly je napustio školu radi radnog života u dobi od 11 godina i uključio se u socijalističku politiku 1880-ih.
Iako je uglavnom poznat po svom položaju u irskoj socijalističkoj i republikanskoj politici, također je imao ulogu u škotskoj i američkoj politici. Bio je član Industrijskih radnika svijeta i osnivač Irske socijalističke republikanske stranke. S Jamesom Larkinom bio je središnje uključen u Dublinskom zatvaranju 1913., nakon čega su njih dvojica iste godine osnovali Irsku građansku vojsku (ICA), a zajedno s Williamom O'Brienom Irsku laburističku stranku. Connolly je bio dugogodišnja Larkinova desna ruka u Irskom prometnom i općem radničkom sindikatu (ITGWU) sve dok nije preuzeo vodstvo sindikata i njegovog vojnog krila ICA-e nakon Larkinovog odlaska u Sjedinjene Države, a potom ih je vodio do svoje smrti.
Protivio se britanskoj vlasti u Irskoj i bio je jedan od vođa Uskršnjeg ustanka 1916., zapovijedajući Irskom građanskom vojskom cijelo vrijeme. Nakon poraza Uskršnjeg ustanka i uhićenja većine njegovih vođa odveden je u zatvor Kilmainham i pogubljen strijeljanjem zbog svoje uloge u ustanku.

## Rani život
Connolly je rođen u sirotinjskoj četvrti Edinburgha 1868. kao treći sin irskih roditelja Johna Connollyja i Mary McGinn.  Njegovi roditelji su se preselili u Škotsku iz okruga Monaghan u Irskoj i nastanili su se u Cowgateu, getu u kojem su živjele tisuće Iraca. Cijeli je život govorio škotskim naglaskom.
Rođen je u rimokatoličkoj župi Svetog Patrika, u četvrti Cowgate u Edinburghu poznatoj kao "Mala Irska". Otac i djedovi su mu bili radnici. Školovao se do svoje desete godine u mjesnoj katoličkoj osnovnoj školi. Otišao je i radio na težačkim poslovima. Zbog ekonomskih poteškoća koje je imao, kao i njegov najstariji brat John, pridružio se britanskoj vojsci.
U vojsku se prijavio s 14 godina, lažirajući svoju dob i dajući svoje ime kao Reid, kao što je to učinio njegov brat John. Služio je u Irskoj s 2. bataljunom Kraljevske škotske pukovnije gotovo sedam godina, tijekom turbulentnog razdoblja u ruralnim područjima poznatog kao rat za zemljište. Kasnije će se uključiti u pitanje zemljišta.
Razvio je duboku mržnju prema britanskoj vojsci koja je trajala cijeli njegov život. Kad je čuo da se njegov puk prebacuje u Indiju, dezertirao je.
Connolly je imao još jedan razlog za ostanak: svoju buduću suprugu Lillie Reynolds. Lillie se preselila u Škotsku s Jamesom nakon što je on napustio vojsku, a vjenčali su se u travnju 1890. Nastanili su se u Edinburghu. Ondje se Connolly uključio u Škotsku socijalističku federaciju.
Connolly je 1895. nakratko osnovao postolarsku radnju kako bi prehranjivao svoju obitelj, ali je radnja propala nakon nekoliko mjeseci zbog njegove nedovoljne vještine krpanja cipela. Bio je sve aktivniji unutar socijalističkog pokreta i bio mu je važniji od njegovog obrta.

## Uključivanje u socijalistički pokret
U 1880-ima Connolly je bio pod utjecajem Friedricha Engelsa i Karla Marxa, a kasnije će zagovarati tip socijalizma koji se temelji na marksističkoj teoriji. Connolly je sebe opisao kao socijalista, priznajući utjecaj Marxa. Zaslužan je za postavljanje temelja za kršćanski socijalizam u Irskoj.
Postao je tajnik Škotske socijalističke federacije. U to je vrijeme njegov brat John bio tajnik; Međutim, nakon što je John govorio na skupu u korist osmosatnog radnog dana, otpušten je s posla u Edinburškoj korporaciji, pa dok je tražio posao, James je preuzeo dužnost tajnika. Tijekom tog vremena Connolly se uključio u Nezavisnu radničku stranku koju je Keir Hardie osnovao 1893. U neko vrijeme tijekom tog razdoblja počeo je proučavati i zagovarao upotrebu neutralnog međunarodnog jezika, esperanta. Kratka priča pod nazivom The Agitator's Wife, koja se pojavila u Labor Prophetu, kratkotrajnom kršćanskom socijalističkom časopisu, pripisana je Connollyju. Njegovo zanimanje za esperanto implicitno je izraženo u njegovom članku iz 1898. "Jezični pokret", koji primarno pokušava promicati socijalizam među nacionalističkim revolucionarima uključenima u galski preporod.
Do 1893. bio je uključen u Škotsku socijalističku federaciju, djelujući kao njezin tajnik od 1895. Dva mjeseca nakon rođenja njegove treće kćeri, do Connollyja je stigla vijest da Dublinski socijalistički klub traži tajnicu s punim radnim vremenom, posao koji nudi plaću od funte tjedno. Connolly i njegova obitelj preselili su se u Dublin, gdje je on preuzeo dužnost. Na njegov poticaj klub se brzo razvio u Irsku socijalističku republikansku stranku (ISRP). Mnogi irski povjesničari smatraju ISRP strankom od ključne važnosti u ranoj povijesti irskog socijalizma i republikanizma.
Dok je bio aktivan kao socijalist u Velikoj Britaniji, Connolly je bio osnivač i urednik novina The Socialist i bio je među osnivačima Socijalističke radničke stranke koja se odvojila od Socijaldemokratske federacije 1903. Connolly se pridružio Maud Gonne i Arthuru Griffithu u dublinskim prosvjedima protiv Burskog rata. Kombinacija frustracije napretkom ISRP-a i ekonomske potrebe natjerala ga je da emigrira u Sjedinjene Države u rujnu 1903., bez ikakvih planova o tome što će tamo raditi. Dok je boravio u Americi, bio je član Socijalističke radničke stranke Amerike (1906.), Socijalističke partije Amerike (1909.) i Industrijskih radnika svijeta, te je osnovao Irsku socijalističku federaciju u New Yorku 1907. godine. Postao je urednik Free Pressa, socijalističkog tjednika koji je izlazio u New Castleu, okrug Lawrence, Pennsylvania od 25. srpnja 1908. i prestao izlaziti 1913. godine. Poznato je da je jedno poglavlje svoje knjige Rad u irskoj povijesti iz 1910. naslovljeno "Poglavlje užasa: Daniel O'Connell i radnička klasa". kritično prema ostvaritelju katoličke emancipacije 60 godina ranije.
Nakon Connollyjeva povratka u Irsku 1910., bio je desna ruka Jamesu Larkinu u Irskom prometnom i općem radničkom sindikatu. Dvaput se kandidirao za odjel Wood Quaya Dublinske korporacije, ali nije uspio. Njegovo ime, kao i ime njegove obitelji, pojavljuje se u popisu stanovništva Irske 1911. - njegovo zanimanje navedeno je kao "Nacionalni organizator Socijalističke stranke". Godine 1911. Connolly je napisao djelo pod naslovom osuđujući nadolazeći posjet Irskoj povodom krunidbe Georgea V., zagovarajući da "javno vlasništvo mora zauzeti mjesto kapitalističkog vlasništva, socijalna demokracija zamijeniti političku i društvenu nejednakost, suverenitet rada mora nadvladati i uništiti suverenitet rođenja i monarhija kapitalizma"; ponovno ga je objavio Jacobin nakon smrti Elizabete II 2022. Godine 1913., kao odgovor na Dublinsko zaključavanje, on je, zajedno s Jamesom Larkinom i bivšim britanskim časnikom, Jackom Whiteom, osnovao Irsku građansku vojsku (ICA), naoružano i dobro obučeno tijelo radnika čiji je cilj bio za obranu radnika i štrajkaša, osobito od česte brutalnosti dublinske metropolitanske policije. Iako ih je bilo najviše oko 250, njihov je cilj ubrzo postao uspostava neovisne i socijalističke irske nacije. S Larkinom i Williamom O'Brienom, Connolly je također osnovao Irsku laburističku stranku kao političko krilo Kongresa irskih sindikata 1912. i bio je član njegove nacionalne izvršne vlasti. Bio je urednik časopisa The Irish Worker koji je ukinut Zakonom o obrani kraljevstva iz 1914. godine. Otprilike u to vrijeme upoznao je Winifred Carney u Belfastu, koja je postala njegova tajnica i kasnije će ga pratiti tijekom Uskršnjeg ustanka. Poput Vladimira Lenjina, Connolly se izričito protivio Prvom svjetskom ratu iz socijalističke perspektive. Odbacujući stav Redmondita, izjavio je: "Ne poznajem nijednog stranog neprijatelja ove zemlje osim britanske vlade."

## Uskršnji ustanak
Connolly i ICA napravili su planove za oružani ustanak tijekom rata, neovisno o Irskim dobrovoljcima. Početkom 1916., vjerujući da su dobrovoljci pokleknuli, pokušao ih je potaknuti na akciju prijetnjom da će poslati ICA samu protiv Britanskog Carstva, ako bude potrebno. To je uznemirilo članove Irskog republikanskog bratstva, koji su se već bili infiltrirali među dobrovoljce i imali planove za pobunu iste godine. Kako bi odgovorili Connollyja od takve nepromišljene akcije, čelnici IRB-a, uključujući Toma Clarkea i Patricka Pearsea, sastali su se s Connollyjem kako bi vidjeli može li se postići dogovor. Tijekom sastanka, IRB i ICA dogovorili su se da će djelovati zajedno za Uskrs te godine.
Tijekom Uskršnjeg ustanka, koji je započeo 24. travnja 1916., Connolly je bio zapovjednik Dublinske brigade. Kako je Dublinska brigada imala najznačajniju ulogu u ustanku, on je de facto bio vrhovni zapovjednik. Connollyjevo vodstvo u uskršnjem ustanku smatralo se zastrašujućim. Michael Collins je za Connollyja rekao da bi ga "pratio kroz pakao".
Nakon predaje rekao je ostalim zarobljenicima: “Ne brinite. Mi koji smo potpisali proglas bit ćemo strijeljani. Ali vi ostali ćete biti oslobođeni."

## Smrt
Connolly zapravo nije držan u zatvoru, već u sobi (koja se sada zove "Connolly soba") u državnim apartmanima u dublinskom dvorcu, koja je bila pretvorena u stanicu prve pomoći za trupe koje su se oporavljale od rata.
Connolly je osuđen na smrt strijeljanjem zbog sudjelovanja u ustanku. Dana 12. svibnja 1916. odveden je vojnim ambulantnim kolima u Kraljevsku bolnicu Kilmainham, preko puta zatvora Kilmainham, a odatle odveden u zatvor, gdje je trebao biti pogubljen. Dok je Connolly još bio u bolnici u dublinskom dvorcu, tijekom posjeta supruge i kćeri, rekao je: "Socijalisti neće razumjeti zašto sam ovdje; zaboravljaju da sam Irac."
Connolly je bio tako teško ozlijeđen u borbi (liječnik je već rekao da mu preostaje još samo dan ili dva života, ali je naredba o pogubljenju ipak izdana) da nije mogao stati pred streljački vod; na nosilima su ga prenijeli u zatvorsko dvorište. Njegovo odrješenje i posljednji obred vodio je kapucin, otac Aloysius Travers. Zamoljen da se moli za vojnike koji će ga ubiti, rekao je: "Molit ću se za sve ljude koji svoju dužnost obavljaju prema svojim svjetlima." Umjesto da ga odmarširaju na isto mjesto gdje su ostali pogubljeni, na udaljenom kraju dvorišta za pogubljenja, zavezali su ga za stolicu i potom ustrijelili.
Njegovo tijelo (zajedno s onima ostalih vođa) stavljeno je u masovnu grobnicu bez lijesa. Pogubljenja pobunjeničkih vođa duboko su razbjesnila većinu irskog stanovništva, od kojih većina nije pokazala nikakvu podršku tijekom pobune. Najviše kontroverzi izazvalo je Connollyjevo smaknuće. Povjesničari su način pogubljenja Connollyja i sličnih pobunjenika, kao i njihove akcije, ukazali na čimbenike koji su osvijestili javnost o njihovim željama i ciljevima i prikupili podršku pokretima za koje su poginuli boreći se.
Pogubljenja nisu bila dobro primljena, čak ni u cijeloj Britaniji, i privukla su neželjenu pozornost Sjedinjenih Država, koje je britanska vlada nastojala uvući u rat u Europi. HH Asquith, premijer, naredio je da se više ne smiju vršiti pogubljenja; iznimka je Roger Casement, koji je optužen za veleizdaju i još mu nije suđeno.
Iako je prestao biti praktični vjernik 1890-ih, vratio se rimokatolicizmu u danima prije pogubljenja.

## Obitelj
James Connolly i njegova supruga Lillie imali su sedmero djece. Nora je u odrasloj dobi postala utjecajna spisateljica i aktivistica irsko-republikanskog pokreta. Roddy je nastavio očevu politiku. Kasnije su obojica postali članovi Oireachtasa (irskog parlamenta). Moira je postala liječnica i udala se za Richarda Beecha. Jedna od Connollyjevih kćeri, Mona, umrla je 1904. u dobi od 13 godina, kada se opekla dok je prala tetku.
Tri mjeseca nakon smaknuća Jamesa Connollyja njegova je supruga primljena u Katoličku crkvu.